# Halowe Mistrzostwa Europy w Lekkoatletyce 1981 – skok wzwyż mężczyzn
Skok wzwyż mężczyzn – jedna z konkurencji technicznych rozgrywanych podczas halowych lekkoatletycznych mistrzostw Europy w Palais des Sports w Grenoble. Rozegrano od razu finał 21 lutego 1981. Zwyciężył reprezentant Szwajcarii Roland Dalhäuser. Tytułu zdobytego na poprzednich mistrzostwach nie obronił Dietmar Mögenburg z Republiki Federalnej Niemiec, który tym razem wywalczył brązowy medal.

## Rezultaty

### Finał
Rozegrano od razu finał, w którym wzięło udział 24 skoczków.

Opracowano na podstawie materiału źródłowego.
| Miejsce | Zawodnik             | Wynik |
| ------- | -------------------- | ----- |
| 1       | Roland Dalhäuser     | 2,28  |
| 2       | Carlo Thränhardt     | 2,25  |
| 3       | Dietmar Mögenburg    | 2,25  |
| 4       | Władimir Granienkow  | 2,25  |
| 5       | Frank Bonnet         | 2,19  |
| 6       | Stefan Karlsson      | 2,19  |
| 7       | Jörg Freimuth        | 2,19  |
| 8       | Krzysztof Krawczyk   | 2,19  |
| 9       | Andre Schneider-Laub | 2,19  |
| 10      | Marco Tamberi        | 2,19  |
| 11      | Ramon Diaz           | 2,15  |
| 12      | Gottfried Wittgruber | 2,15  |
| 13      | Wolfgang Tschirk     | 2,15  |
| 14      | Bernard Bachorz      | 2,15  |
| 15      | Martí Perarnau       | 2,15  |
| 16      | Mark Naylor          | 2,15  |
| 17      | Lorenzo Bianchi      | 2,15  |
| 18      | Paolo Borghi         | 2,10  |
| 18      | Tibor Gerstenbrein   | 2,10  |
| 18      | Juha Porkka          | 2,10  |
| 21      | Jindřich Vondra      | 2,10  |
| 22      | Danial Temim         | 2,10  |
| 23      | Dimitrios Patronis   | 2,05  |
| –       | Ołeksij Demjaniuk    | NM    |